# Michel Andrieux
Michel Andrieux (* 28. April 1967 in Bergerac) ist ein französischer Olympiasieger im Rudern.

## Karriere
Andrieux, der für die Émulation Nautique de Bordeaux ruderte, gewann 1988 seinen ersten französischen Meistertitel. 1989 erhielt er als Mitglied des französischen Achters die Silbermedaille bei den Europa-Meisterschaften, die damals als Nachwuchswettbewerb ausgetragen wurden. Bei den Ruder-Weltmeisterschaften 1989 belegte der französische Achter mit Andrieux den neunten Platz. Nach einem achten Platz im Vierer ohne Steuermann bei den Ruder-Weltmeisterschaften 1990 gelang Andrieux bei den Weltmeisterschaften 1991 im Zweier ohne Steuermann ein fünfter Platz und damit die erste Endlaufplatzierung. Im Jahr darauf wurden Andrieux und sein langjähriger Partner Jean-Christophe Rolland bei den Olympischen Spielen 1992 Vierte im Zweier ohne. 
1993 traten Rolland und Andrieux mit dem Vierer ohne Steuermann an und gewannen in dieser Klasse ihren ersten Weltmeistertitel. Nach Silber mit dem Vierer bei den Weltmeisterschaften 1994 kehrten die beiden 1995 in den Zweier ohne Steuermann zurück und erhielten die Bronzemedaille bei den Weltmeisterschaften 1995. Bei ihrer zweiten Olympiateilnahme 1996 in Atlanta gewannen die beiden Franzosen ebenfalls Bronze.
1997 fanden die Ruder-Weltmeisterschaften in Aiguebelette statt. Vor heimischem Publikum gewannen Rolland und Andrieux die einzige Goldmedaille für Frankreich. Nach einem Jahr Unterbrechung kehrten die beiden 1999 in die Weltspitze zurück und erkämpften bei den Ruder-Weltmeisterschaften in Kanada die Silbermedaille hinter den beiden Australiern Drew Ginn und James Tomkins. Bei den Olympischen Spielen 2000 in Sydney war Ginn verletzt, Tomkins belegte mit Matthew Long den dritten Platz, Andrieux und Rolland siegten vor den US-Amerikanern. Dies war die letzte internationale Medaille für die beiden Franzosen. Andrieux beendete seine Karriere 2002. 
Michel Andrieux ist Ritter der Ehrenlegion, Ritter des Ordre national du Mérite und wurde vom französischen Minister für Sport mit einer Goldmedaille geehrt.